# Jacob Regnart
Jacob Regnart, född omkring 1540/1545, död 1599, var en nederländsk tonsättare, hovkapellmästare i Prag och Innsbruck. 
Av hans kompositioner är kanske melodin till psalmen Gläd dig, du Kristi brud mest känd. Den komponerades ursprungligen till en världslig text men blev först känd i Sverige genom Ålemhandskriften 1645.
Melodin används bland annat i Den svenska psalmboken 1986 till psalmerna 104, 404 och 545.

## Koraler
- Gläd dig, du Kristi brud (1986 nr 104) tonsatt 1574 och samma som till:
  - Så skön och ljuvlig är (1986 nr 404)
  - O Jesus, rik av nåd (1986 nr 545)
  - O Herre, vem skall bo (1937 nr 223)
  - Jag vill i denna stund (1937 nr 192)
  - Du snöda värld, farväl (1937 nr 550)